# Parigi-Nizza 1957
La Parigi-Nizza 1957, quindicesima edizione della corsa, si svolse dal 12 al 17 marzo su un percorso di 1 206 km ripartiti in 6 tappe (la quinta suddivisa in due semitappe). Fu vinta dal francese Jacques Anquetil davanti ai belgi Désiré Keteleer e  Jean Brankart.

## Tappe
| Tappa  | Data     | Percorso                        | km   | Vincitore di tappa | Leader cl. generale |
| ------ | -------- | ------------------------------- | ---- | ------------------ | ------------------- |
| 1ª     | 12 marzo | Parigi > Bourges                | 198  | Désiré Keteleer    | Désiré Keteleer     |
| 2ª     | 13 marzo | Bourges > Moulins               | 171  | Julien Schepens    | Désiré Keteleer     |
| 3ª     | 14 marzo | Moulins > Saint-Étienne         | 207  | Jan Adriaensens    | Désiré Keteleer     |
| 4ª     | 15 marzo | Saint-Étienne > Alès            | 243  | Nicolas Barone     | Désiré Keteleer     |
| 5ª-1ª  | 16 marzo | Alès > Uzès (cron. individuale) | 33   | Jacques Anquetil   | André Ruffet        |
| 5ª-2ª  | 16 marzo | Uzès > Manosque                 | 171  | André Ruffet       | André Ruffet        |
| 6ª     | 17 marzo | Manosque > Nizza                | 183  | Albert Platel      | Jacques Anquetil    |
| Totale | Totale   | Totale                          | 1206 |                    |                     |

## Dettagli delle tappe

### 1ª tappa
- 12 marzo: Parigi > Bourges – 198 km

| Pos. | Corridore       | Squadra        | Tempo    |
| ---- | --------------- | -------------- | -------- |
| 1    | Désiré Keteleer | Carpano        | 5h25'26" |
| 2    | André Ruffet    | Mercier        | s.t.     |
| 3    | Gastone Nencini | Leo-Chlorodont | s.t.     |

| Pos. | Corridore       | Squadra | Tempo |
| ---- | --------------- | ------- | ----- |
| 1    | Désiré Keteleer | Carpano |       |

### 2ª tappa
- 13 marzo: Bourges > Moulins – 171 km

| Pos. | Corridore       | Squadra  | Tempo    |
| ---- | --------------- | -------- | -------- |
| 1    | Julien Schepens | Mercier  | 3h58'51" |
| 2    | Louison Bobet   | L. Bobet | s.t.     |
| 3    | Désiré Keteleer | Carpano  | s.t.     |

| Pos. | Corridore       | Squadra | Tempo |
| ---- | --------------- | ------- | ----- |
| 1    | Désiré Keteleer | Carpano |       |

### 3ª tappa
- 14 marzo: Moulins > Saint-Étienne – 207 km

| Pos. | Corridore       | Squadra        | Tempo    |
| ---- | --------------- | -------------- | -------- |
| 1    | Jan Adriaensens | Carpano        | 5h24'28" |
| 2    | Seamus Elliott  | Helyett-Potin  | s.t.     |
| 3    | Aldo Moser      | Leo-Chlorodont | a 10"    |

| Pos. | Corridore       | Squadra | Tempo |
| ---- | --------------- | ------- | ----- |
| 1    | Désiré Keteleer | Carpano |       |

### 4ª tappa
- 15 marzo: Saint-Étienne > Alès – 243 km

| Pos. | Corridore      | Squadra        | Tempo    |
| ---- | -------------- | -------------- | -------- |
| 1    | Nicolas Barone | Saint-Raphaël  | 5h46'34" |
| 2    | Brian Robinson | Saint-Raphaël  | s.t.     |
| 3    | Aldo Moser     | Leo-Chlorodont | a 5'11"  |

| Pos. | Corridore       | Squadra | Tempo |
| ---- | --------------- | ------- | ----- |
| 1    | Désiré Keteleer | Carpano |       |

### 5ª tappa - 1ª semitappa
- 16 marzo: Alès > Uzès (cron. individuale) – 33 km

| Pos. | Corridore        | Squadra       | Tempo   |
| ---- | ---------------- | ------------- | ------- |
| 1    | Jacques Anquetil | Helyett-Potin | 44'48"  |
| 2    | Jean Brankart    | Peugeot       | a 55"   |
| 3    | Jef Planckaert   | Peugeot       | a 1'01" |

| Pos. | Corridore    | Squadra | Tempo |
| ---- | ------------ | ------- | ----- |
| 1    | André Ruffet | Mercier |       |

### 5ª tappa - 2ª semitappa
- 16 marzo: Uzès > Manosque – 171 km

| Pos. | Corridore      | Squadra       | Tempo    |
| ---- | -------------- | ------------- | -------- |
| 1    | André Ruffet   | Mercier       | 3h57'29" |
| 2    | Seamus Elliott | Helyett-Potin | s.t.     |
| 3    | Brian Robinson | Saint-Raphaël | s.t.     |

| Pos. | Corridore    | Squadra | Tempo |
| ---- | ------------ | ------- | ----- |
| 1    | André Ruffet | Mercier |       |

### 6ª tappa
- 17 marzo: Manosque > Nizza – 183 km

| Pos. | Corridore           | Squadra       | Tempo    |
| ---- | ------------------- | ------------- | -------- |
| 1    | Albert Platel       | Saint-Raphaël | 4h47'53" |
| 2    | Jean-Claude Annaert | Saint-Raphaël | a 34"    |
| 3    | François Mahé       | Saint-Raphaël | s.t.     |

| Pos. | Corridore        | Squadra       | Tempo     |
| ---- | ---------------- | ------------- | --------- |
| 1    | Jacques Anquetil | Helyett-Potin | 30h19'26" |
| 2    | Désiré Keteleer  | Carpano       | a 23"     |
| 3    | Jean Brankart    | Peugeot       | a 55"     |

## Classifiche finali

### Classifica generale
| Pos. | Corridore        | Squadra                | Tempo     |
| ---- | ---------------- | ---------------------- | --------- |
| 1    | Jacques Anquetil | Helyett-Potin          | 30h19'26" |
| 2    | Désiré Keteleer  | Carpano                | a 23"     |
| 3    | Jean Brankart    | Peugeot-BP-Dunlop      | a 55"     |
| 4    | Jef Planckaert   | Peugeot-BP-Dunlop      | a 1'01"   |
| 5    | Louison Bobet    | L. Bobet-BP-Hutchinson | a 1'24"   |
| 6    | Jean Forestier   | Essor-Leroux           | a 2'11"   |
| 7    | Ernest Heyvaert  | Carpano                | a 3'02"   |
| 8    | Brian Robinson   | Saint-Raphaël          | a 3'08"   |
| 9    | Jacques Dupont   | Saint-Raphaël          | a 3'24"   |
| 10   | Jean Bobet       | L. Bobet-BP-Hutchinson | a 3'36"   |